# Verrallina indecorabilis
Verrallina indecorabilis är en tvåvingeart som först beskrevs av George Frederick Leicester 1908.  Verrallina indecorabilis ingår i släktet Verrallina och familjen stickmyggor. Inga underarter finns listade i Catalogue of Life.